# Deirdre Connelly
Deirdre Connelly (sinh năm 1961) là một chuyên gia kinh doanh người Puerto Rico. Bà đã là chủ tịch của Dược phẩm Bắc Mỹ cho GlaxoSmithKline từ năm 2009, theo Giám đốc điều hành Andrew Witty. Connelly là người phụ nữ đầu tiên giữ danh hiệu đó và là một trong hai phụ nữ trong nhóm điều hành công ty của GSK. Bà là thành viên của Nhóm điều hành doanh nghiệp toàn cầu và đồng chủ tịch Hội đồng quản lý danh mục đầu tư, cùng với Chủ tịch Nghiên cứu và Phát triển.

## Sự nghiệp
Trước khi gia nhập GSK năm 2009, Connolly đã làm việc tại Eli Lilly and Company trong 24 năm. Năm 1984, Connolly trở thành đại diện bán hàng cho Eli Lilly tại San Juan. Đến năm 1988, bà trở thành giám đốc bán hàng cho Lilly ở Puerto Rico. Năm 1995, bà trở thành tổng giám đốc cho Eli Lilly Puerto Rico, và năm 1997, bà trở thành giám đốc bán hàng khu vực cho khu vực vùng Caribe. Connolly đứng đầu bộ phận kinh doanh sức khỏe phụ nữ tại chi nhánh Lilly của Hoa Kỳ năm 2000, nơi bà giám sát việc thực hiện thành công chiến dịch tiếp thị toàn cầu cho điều trị loãng xương Evista. Bà trở thành người đứng đầu bộ phận kinh doanh sức khỏe phụ nữ tại Lilly, Hoa Kỳ từ năm 2000 đến 2003. Từ 2003 đến 2004, Connelly làm Giám đốc điều hành tại bộ phận nhân sự của bộ phận hoạt động tại Lilly của Hoa Kỳ trong thời gian bà giám sát việc tái cấu trúc lực lượng bán hàng của mình. Sau đó, bà làm Chủ tịch cho bộ phận Lilly Hoa Kỳ của Lilly, từ ngày 1 tháng 6 năm 2005 đến tháng 1 năm 2009. Ngoài vai trò tại GSK, bà hiện đang là Giám đốc của Hội đồng nghiên cứu và sản xuất dược phẩm của Mỹ, Macy’s Inc. Board và Hội đồng chính sách y tế công cộng của Đại học Harvard.